# ICP-meting
ICP-meting (Correlations between IntraCranial Pressure) is de Engelse benaming voor de intracraniële drukmeting die toegepast wordt tijdens bijvoorbeeld een operatie van een subarachnoïdale bloeding, een bloeding in de hersenen onder het spinnenwebvlies. Tijdens die meting wordt de druk gemeten in de hersenen. Dat is nodig, want door een te hoge druk zal de patiënt in coma vallen en vaak ook overlijden.